# El montículo
El montículo (en inglés The Mound) es una novela corta de horror y ciencia ficción del autor estadounidense H. P. Lovecraft.
La historia no vio a la luz en vida de Lovecraft. Se publicó una versión muy resumida en la edición de noviembre de 1940 de Weird Tales y el texto completo apareció finalmente en 1989.

## Argumento
Fue elaborada por Lovecraft como escritor fantasma desde diciembre de 1929 hasta enero de 1930, después de que fuera contratado por Zealia Bishop para crear una historia sobre un montículo indio embrujado por un fantasma sin cabeza.
Este amplió la historia en un relato sobre un montículo que oculta una puerta de entrada a una civilización subterránea, el reino de K'n-yan.

## Edición en castellano
- Lovecraft, Howard Phillips (2013, reedición 2019). Más allá de los eones y otras historias en colaboración (José María Nebreda, trad.). Gótica 91. Madrid: Valdemar. ISBN 978-84-7702-895-6.